# Roma Creek
Roma Creek é uma Região censo-designada localizada no estado norte-americano de Texas, no Condado de Starr.

## Demografia
Segundo o censo norte-americano de 2000, a sua população era de 610 habitantes.

## Geografia
De acordo com o United States Census Bureau, a região tem uma área de 13,4 km².

## Localidades na vizinhança
O diagrama seguinte representa as localidades num raio de 8 km ao redor de Roma Creek.